# Fehérnyakú papagáj
A fehérnyakú papagáj (Pyrrhura albipectus), korábban fehérmellű papagáj, a madarak osztályának papagájalakúak (Psittaciformes) rendjébe, a papagájfélék (Psittacidae) családjába tartozó faj.

## Rendszerezése
A fajt Frank Chapman amerikai ornitológus írta le 1914-ben.

## Előfordulása
Ecuador délkeleti részén honos, de a közelmúltban feltűnt Peru északi részén is. Természetes élőhelyei a szubtrópusi vagy trópusi hegyi esőerdők. Állandó, nem vonuló faj.

## Megjelenése
Testhossza 24 centiméter, testtömege 83-110 gramm.

## Természetvédelmi helyzete
Az elterjedési területe kicsi, egyedszáma 1500-7000 példány közötti és csökken. A Természetvédelmi Világszövetség Vörös listáján sebezhető fajként szerepel.